# Isothecium marocanum
Isothecium marocanum är en bladmossart som beskrevs av Thériot och Meylan 1933. Isothecium marocanum ingår i släktet svansmossor, och familjen Brachytheciaceae. Inga underarter finns listade i Catalogue of Life.